# تنوع مولدات الضد في البكتيريا
تنوع مولدات الضد هو عبارة عن آلية تستخدمها مسببات الامراض كالبروتوزونات، أوالبكتيريا، أو الفيروسات، يتم من خلالها تبديل البروتينات الموجودة على سطحها الخارجي؛ وذلك لتجنب الإستجابة المناعية عند الكائن المضيف عن طريق اختلاف الأطوار (بالانجليزية: phase variation) والذي يتم من خلاله تنشيط أو تعطيل الجينات المسؤولة عن إنتاج بروتين معين، دون الحاجة إلى حدوث طفرات في الحمض النووي لمسبب المرض ليساعده على التأقلم مع البيئات المتغيرة باستمرار.
عملية تنوع مولدات الضد وتغيير طبيعتها تتم من خلال تغيير أحد الجزيئات الموجودة على السطح، بما يتضمن تغيير البروتينات والكربوهايدرات الخاصة بها. كما وهناك العديد من الآليات التي تتم على هذه الجزيئات فيما يعرف بتعددية مولدات الضد أو الأنتيجين. تشمل هذه الآليات عملية تحول الجينات (بالإنجليزية: Gene conversion)، وانعكاس الحمض النووي في مواقع محددة منه، والتحور (بالإنجليزية: Hypermutation)، إلى جانب عملية إعادة التركيب لسلسلة من الأشرطة ، ولكن في جميع الحالات يحدث تنوع في الأنتيجينات وما يعرف باختلاف الأطوار (بالإنجليزية: phase variation) في الطرز الشكلية للمستعمرات غير المتجانسة. بالنسبة للخلية الواحدة فإنها إما أن تترجم البروتينات ذات الطور المتغير، أو أنها تترجم لواحد من العديد من الأشكال والأنواع من مولدات ضد لهذا البروتين. هذا النوع من التنظيم عرف بشكل عام ولكن دون التخصص في الأجسام الخارجية على سطوح الكائنات مسببة المرض، هذا وتعتبر هذه الاستراتيجية قاتلة.